# 布盧明羅斯 (密蘇里州)
布盧明羅斯（英語：Blooming Rose）是位於美國密蘇里州費爾普斯縣的非建制地區。

## 歷史
布盧明羅斯的郵局設立時間不詳，其後於1955年停運。

## 地理
布盧明羅斯所處的海拔為高於海平面351米（即1152英呎），而該地所採用的時區為UTC-6，即北美中部時區（CST）。同時該地設有夏令時間，為UTC-6調快一小時，即UTC-5（CDT）。